# 프라이머리 컬러스
프라이머리 컬러스(Primary Colors)는 미국에서 제작된 마이크 니콜스 감독의 1998년 드라마 영화이다. 존 트라볼타 등이 주연으로 출연하였고 마이크 니콜스 등이 제작에 참여하였다.

## 출연

### 주연
- 존 트라볼타
- 엠마 톰슨
- 빌리 밥 손튼
- 에드리안 레스터
- 마우라 티어니
- 래리 해그먼
- 폴 가일포일
- 다이안 래드
- 로브 라이너
- 캐시 베이츠

### 조연
- 로버트 클라인
- 캐롤린 애런
- 미켈티 윌리암슨
- 토니 샬호브
- 레베카 월커
- 토미 홀리스
- 브라이언 마킨슨
- 벤 존스
- J.C. 퀸
- 네드 아이젠버그
- 앨리슨 제니
- 오닐 컴튼
- 셸시 로스
- 보니 바틀렛

## 제작진
- 원작자: 조 클레인
- 공동제작: 미셀 임퍼래토
- 협력프로듀서: 마이클 헤일리
- 미술: 보 웰치
- 의상: 앤 로스
- 배역: 주엘 베스트롭
- 배역: 엘렌 루이스
- 배역: 줄리엣 테일러